# Air (группа)
Air — французский дуэт, основанный в 1995 году, музыку которого относят к жанру электронной музыки, в частности к стилю трип-хоп.
Участники дуэта — Николя Годэн (Nicolas Godin) и Жан-Бенуа Дункель (Jean-Benoît Dunckel). Звучание Air во многом унаследовано от синтезаторной музыки Вангелиса и Жана Мишеля Жарра, а также от пионеров психоделического рока Pink Floyd и от краутрокеров Tangerine Dream. С другой стороны заметно влияние французского шансонье Сержа Генсбура. В музыке присутствуют также джазовые интонации, особенно заметные в концертных импровизациях.
Air являются авторами саундтрека к фильму Софии Копполы «Девственницы-самоубийцы». Кроме того, одна из композиций из альбома «Talkie Walkie» звучит в её же фильме «Трудности перевода».

## Дискография

### Позиции студийных альбомов в мировых чартах
| Название               | Дата релиза      | Положение в чарте                                |
| ---------------------- | ---------------- | ------------------------------------------------ |
| Moon Safari            | 16 января, 1998  | #6 UK, #21 France                                |
| The Virgin Suicides    | 28 февраля, 2000 | #14 UK, #17 France, #161 US                      |
| 10 000 Hz Legend       | 28 мая, 2001     | #7 UK, #7 France, #88 US, #23 Italy, #1 Ireland  |
| Talkie Walkie          | 26 января, 2004  | #2 UK, #3 France, #61 US, #3 Italy, #1 Ireland   |
| Pocket Symphony        | 5 марта, 2007    | #22 UK, #8 France, #40 US, #16 Italy, #8 Ireland |
| Love 2                 | 5 октября, 2009  | #36 UK, #12 France, #100 US                      |
| Le Voyage dans la lune | 6 февраля, 2012  |                                                  |

### Остальные
| Название                          | Дата релиза                                |
| --------------------------------- | ------------------------------------------ |
| Premiers Symptômes                | июль 1997 (Re-released август 1999 UK #12) |
| Everybody Hertz                   | 18 февраля, 2002 (UK #67)                  |
| City Reading (Tre Storie Western) | 25 марта, 2003                             |
| Air Baricco                       | 2003                                       |
| Late Night Tales: Air             | 11 сентября, 2006                          |
| Mer Du Japon                      | 2007                                       |
| Moon Safari - Reedition           | 2008                                       |

## Критика
Газета «Комсомольская правда» назвала Pocket Symphony альбомом недели среди зарубежных. Также было отмечено: «Ребята настолько чётко обозначили границы собственного жанра, что шаг влево/шаг вправо впору приравнивать к проявлению творческого бессилия. Поэтому каждая их пластинка — это деликатные, поэтапные попытки дальнейшего окультуривания своих же достижений».